# Orthrosanthus
Orthrosanthus es un pequeño género de plantas herbáceas, perennes y rizomatosas con distribución disyunta perteneciente a la familia de las iridáceas. Cinco especies son originarias de regiones montañosas de América Central y Sudamérica, mientras que otras cuatro habitan en el sudeste de Australia.

## Descripción
Son plantas perennes, con hojas basales lineares, graminoides que -en general- no superan los 60 cm de altura. Las flores, de hasta 5 cm de diámetro, pueden ser azules, púrpuras o amarillas, dependiendo de la especie. Florecen en primavera o verano. El número cromosómico básico del género es x=9. Se cultiva Orthrosanthus multiflorus, nativa de Australia, como ornamental.

## Taxonomía
El género fue descrito por Robert Sweet y publicado en Flora Australasica 11. 1829. La especie tipo es: Orthrosanthus multiflorus Sweet
Etimología
Orthrosanthus: nombre genérico que deriva de las palabras griegas: orthros =  "mañana" y anthos = "flor", donde se refiere a que "las flores se abren temprano en el día".

## Especies aceptadas
A continuación se brinda un listado de las especies del género Orthrosanthus aceptadas hasta octubre de 2014, ordenadas alfabéticamente. Para cada una se indica el nombre binomial seguido del autor, abreviado según las convenciones y usos.
1. Orthrosanthus acorifolius (Kunth) Ravenna - Colombia, Venezuela
2. Orthrosanthus chimboracensis (Kunth) Baker - Chiapas, Costa Rica, Panama, Colombia, Venezuela, Ecuador, Perú, Bolivia, NW Brasil
3. Orthrosanthus exsertus (R.C.Foster) Ravenna - México, Honduras
4. Orthrosanthus laxus (Endl.) Benth. - Western Australia
5. Orthrosanthus monadelphusRavenna - southern México, Central America
6. Orthrosanthus muelleri Benth. Benth. - Western Australia
7. Orthrosanthus multiflorus Sweet - Western Australia, South Australia, Victoria
8. Orthrosanthus occissapungus (Ruiz ex Klatt) Diels - Perú, Bolivia, Argentina - ocssapurga del Perú, ossapurga del Perú, paja purgante del Perú.[7]
9. Orthrosanthus polystachyus Benth.- Western Australia